# Banthelu
Banthelu egy község Franciaországban. Lakosainak száma 148 fő (2022. január 1.).

## Földrajza
Banthelu Magny-en-Vexin, Arthies, Charmont, Cléry-en-Vexin, Guiry-en-Vexin, Maudétour-en-Vexin és Wy-dit-Joli-Village községekkel határos.

## Népessége
| Lakosok száma | 138  | 150  | 162  | 154  | 151  | 148  | 149  | 147  | 148  |
|               | 2013 | 2015 | 2016 | 2017 | 2018 | 2019 | 2020 | 2021 | 2022 |